# 日本とモルディブの関係
日本とモルディブの関係（にほんとモルディブのかんけい、英語: Japan–Maldives relations）は、日本とモルディブの国際関係である。モルディブは1965年に独立したのち、1967年に日本との国交を樹立した。

## 歴史

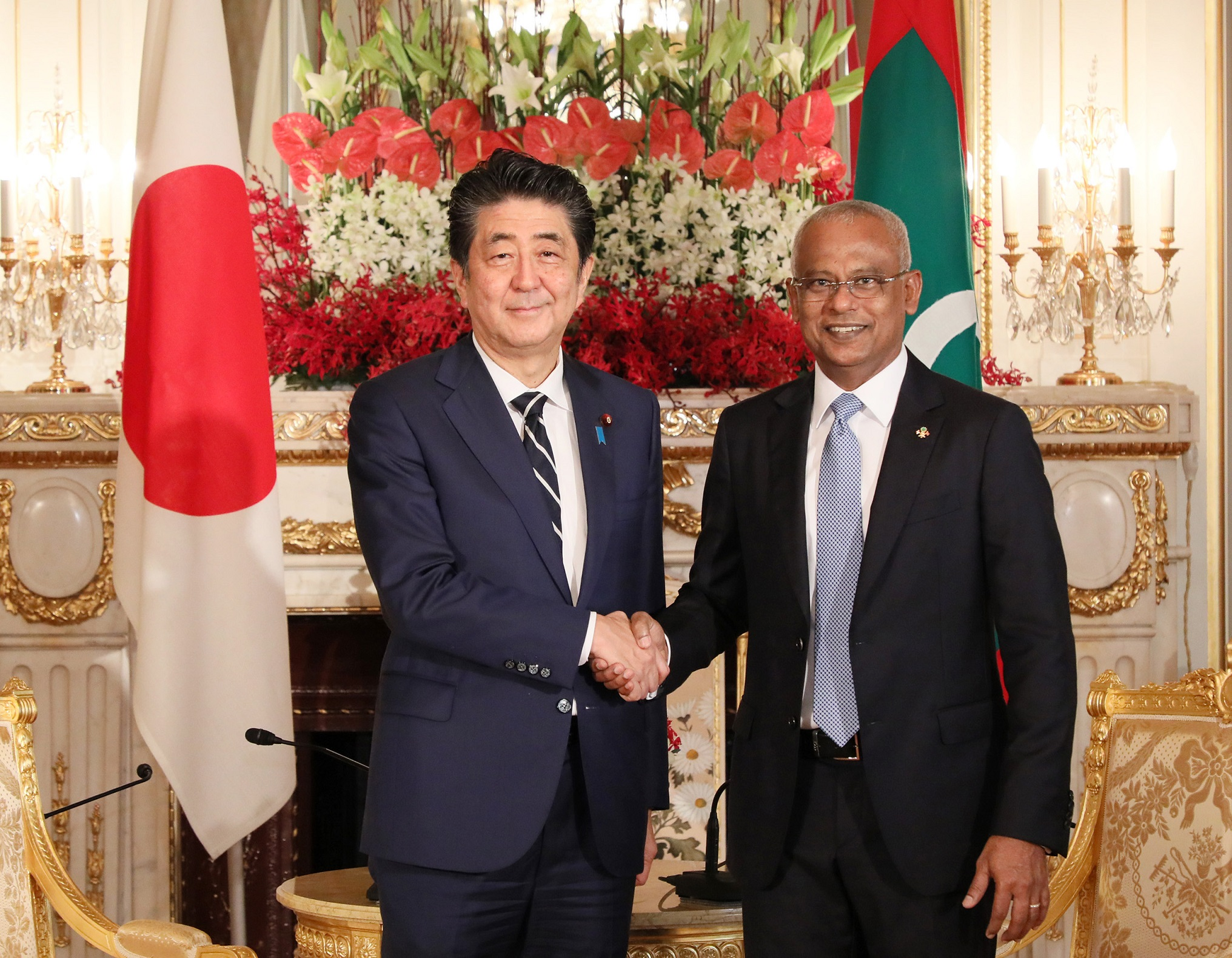
安倍晋三内閣総理大臣（左）とイブラヒム・モハメド・ソリ大統領、於・東京迎賓館赤坂離宮、2019年10月21日

1978年から2008年までモルディブ大統領を務めたマウムーン・アブドル・ガユームは1984年、1989年、1990年、2001年と4度来日した。また、2013年にモルディブ大統領に就任したアブドゥラ・ヤミーンは2014年に東京で内閣総理大臣安倍晋三と会見した。
駐日モルディブ大使館は2007年に開設され、在モルディブ日本国大使館は2016年1月に開設された。
2019年10月、イブラヒム・モハメド・ソリ大統領は今上天皇の即位の礼に参列するため日本を訪問した。訪日中、ソリ大統領は安倍晋三首相とも会談している。

## 日本の政府開発援助（ODA）による津波防波堤

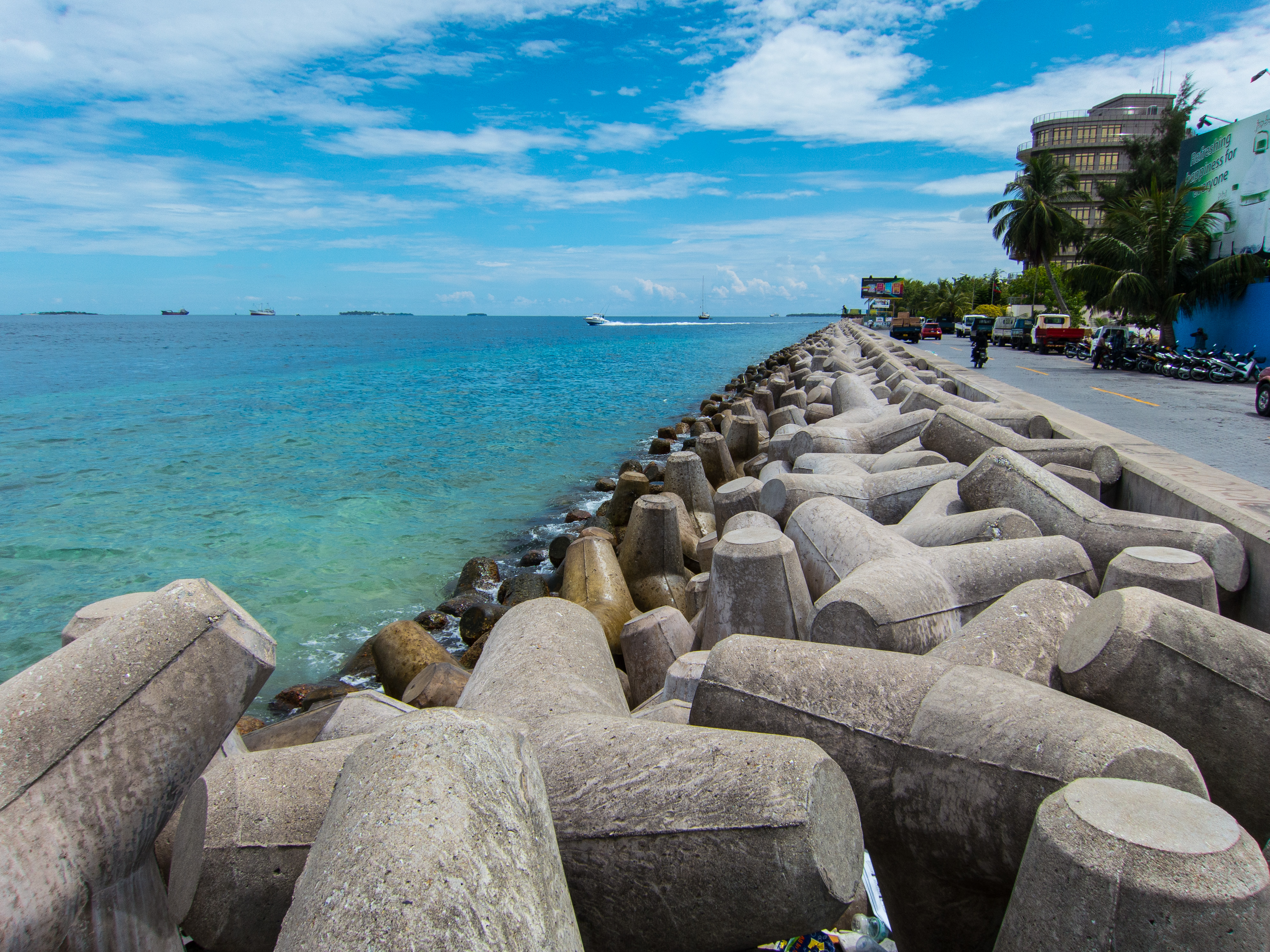
マレの西海岸にある防波堤。この構造は、高潮や津波から低地を守るのに有効である。

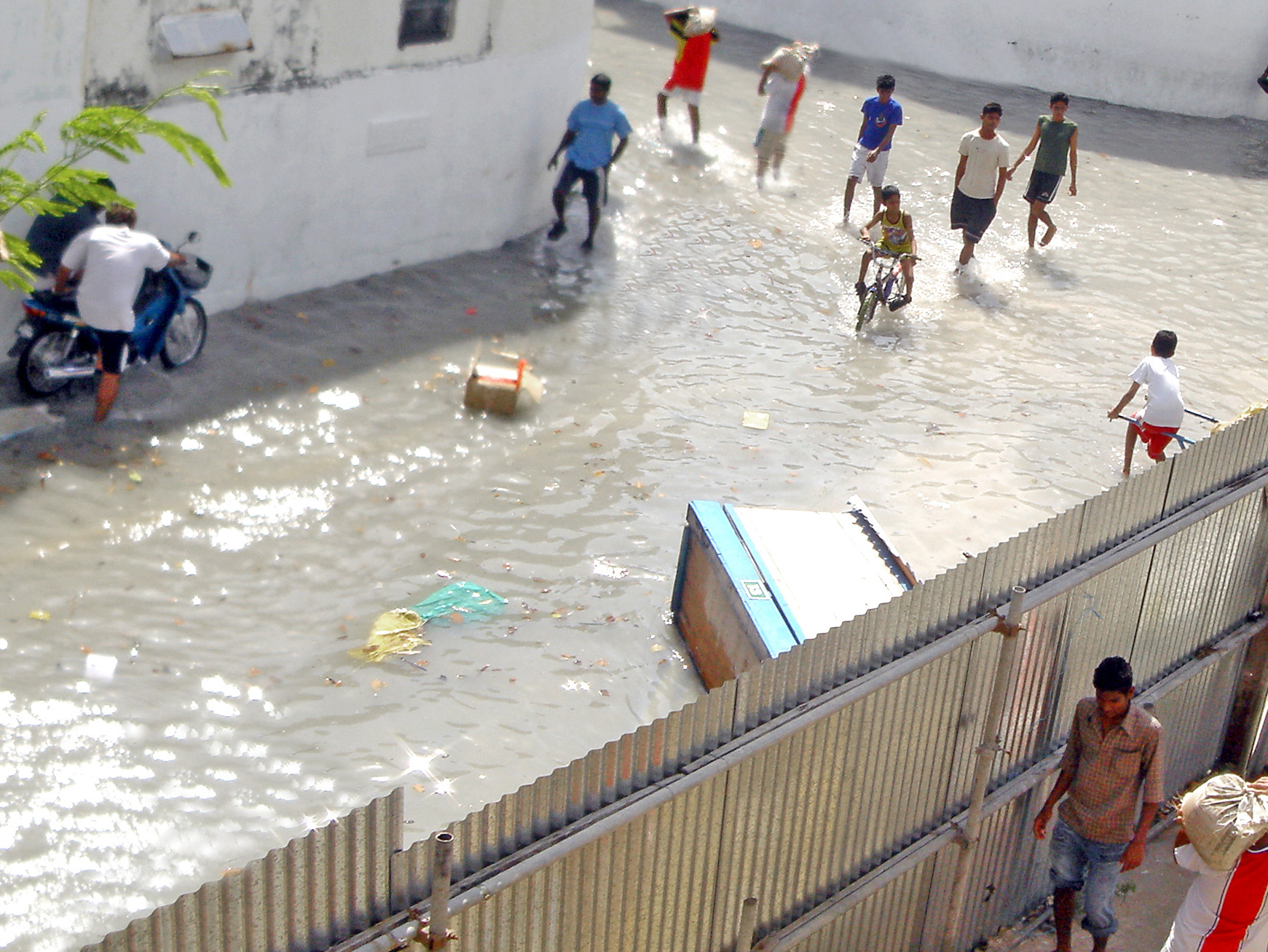
2004年のスマトラ島沖地震による津波が襲った後のマレ市内

1987年、大規模な高潮が襲ってモルディブの大部分を浸水させた。この潰滅的な高潮はインド洋に浮かぶこの島国に多大な影響を及ぼし、特にマレのインフラは麻痺してしまい、推定6億米ドルと見られる被害総額が発生した。そして、モルディブのGDPは前年度と比べて5.70％も減少、すなわち1986年の1億5800万ドルから1987年の1億4900万ドルへと減少した。モルディブ政府は直ちに日本政府へ緊急援助および今後このような高潮が襲ったときのための防災支援を要請、日本政府はその要請を受け入れた。日本の政府開発援助（ODA）が支援する沿岸防護プロジェクトは年内のうちにすぐ始まり、2002年に6キロメートルの長さの防波堤で首都の周りを囲み終えた。
このプロジェクトが完了したわずか2年後の2004年、マグニチュード9.1以上の大規模な海底地震が発生し、太平洋西部およびモルディブを含むインド洋ほぼ全域の沿岸部を津波が襲った（スマトラ島沖地震）。 この巨大な津波により、スリランカ、インド、タイ王国、マレーシア、マダガスカル、ソマリア、ケニア、タンザニア、南アフリカ、そしてマレ島以外のモルディブで23万から28万人もの人々が亡くなった。それにも関わらず、モルディブの場合、日本とモルディブの二国間共同プロジェクトにより構築された津波防波堤がマレに住んでいた人々を保護し、マレでは一人の死者も出さなかった。

## 東日本大震災に対する支援
2011年3月11日の東日本大震災に際し、モルディブ政府は救援物資として同国の特産品でもあるツナ缶の提供を決定した。缶詰は長期保存が効き、救援物資に適しているとの判断によるもので、政府からは8万6400個が提供された。さらにテレビやラジオ等で支援キャンペーンが行われ、市民から義援金700万ルフィヤ（約4,600万円）とツナ缶約60万個が寄せられた。モルディブの人口は約30万人であり、市民1人あたり缶詰2個を持ち寄った計算になる。持ち寄られた缶詰は、缶切りなしで開けられるよう同国内の加工業者がいったん引き取り、オイル漬にしてプルトップ缶に詰め替えた上で日本に送られた。

## 外交使節

### 駐日モルディブ大使
- （臨時代理大使）アハメド・カリール（2006～2007年、大使館開設前より赴任）
- （臨時代理大使）アハメド・アディル（2007～2008年）

1. アブドゥル・ハミード・ザカリヤ（2008～2009年、信任状捧呈は3月11日[12]）
  - （臨時代理大使）アハメド・アディル（2009～2010年）
2. アハメド・カリール（臨時代理大使と同一人物、2009～2016年、信任状捧呈は2010年2月16日[13]）
  - （臨時代理大使）アダム・ハミッド（2016～2017年）
3. モハメド・フセイン・シャリーフ（2016～2017年、信任状捧呈は2017年4月14日[14]）
  - （臨時代理大使）アダム・ハミッド（2017～2018年）
4. イブラーヒム・ウェイス（2018～2022年、信任状捧呈は6月19日[15]）
  - （臨時代理大使）モハマド・アミートゥ・アハメド・マニック（2022年）
5. ハッサン・ソービル（2022年～2025年、信任状捧呈は9月7日[16]）